# Irony (ClariSの曲)
「irony」（アイロニー）は、ClariSの楽曲。kzが作詞・作曲・編曲・プロデュースを手掛け、テレビアニメ『俺の妹がこんなに可愛いわけがない』のオープニングテーマとして使用された。ClariSによれば、その歌詞の内容は素直になれずにいる10代の少女の気持ちを描いた内容であるとされる。
ClariSの1枚目のシングルとして2010年10月20日にSME Recordsから発売された。

## シングルリリース
自身初のリリース作品であり、初回生産限定盤・オレイモ盤（期間生産限定盤）・通常盤の3種リリース。初回限定盤と通常盤には「irony」の「Instrumentalバージョン」が、オレイモ盤には「irony」の「TV Mixバージョン」が4曲目に収録されている。初回限定盤には、「irony」のPV入りDVDとアニメイラストのワイドキャップステッカーが付いている。オレイモ盤のCDジャケットには、『俺の妹がこんなに可愛いわけがない』の登場人物である高坂桐乃と、黒猫こと五更瑠璃の二人（それぞれ、本曲でのクララとアリスのコスチューム）が描かれている。
カップリングとして収録されている2曲目「ココロの引力」は、アリス曰く「好きな人を思った時に感じる不思議なトキメキをテーマにした曲」になっており、アリスが好きだという太陽が裏テーマになっている。曲調はキラキラしたアップテンポに仕上がっている。
カップリングとして収録されている3曲目「Neo Moon」は、クララによれば、好きな人に自分の胸の内を内を明かせずにいる蟠りや実際には起こり得ない事を信じる「真っ直ぐな女の子の気持ちを描いた曲」であるという。裏テーマはココロの引力とは対照的にクララが好きな月が裏テーマになっている。歌詞は誰かを好きでいるが告白できない人を勇気づける内容となっている。

## チャート成績
本曲はデビューシングルながら、発売に先駆けた着うたチャート「アニメロ★うた」の2010年10月5日付週間ランキングでは初登場1位を獲得している。2010年11月1日付のオリコン週間チャートでは7位を獲得。初動売上は、1.4万枚を記録した。また、デイリーチャートでは発売初日の順位は11位であったが2日目以降は5日連続で10位以内をキープしていた。また、この曲は初動売上が1.4万枚だったにもかかわらず、発売17週目で累計売上が5万枚を突破するロングヒットを記録し、2010年10月度のオリコン月間チャートで22位、2010年11月度のオリコン月間チャートでも40位を獲得し、2ヶ月連続で月間チャート入りを果たした。

## メディアでの使用
本曲は、テレビアニメ『俺の妹がこんなに可愛いわけがない』のオープニングテーマとして使用された。同アニメは放送前からの注目度が高かった作品であり、中学生の新人を注目作の主題歌に起用するのは異例のこととして報じられた。同作の原作ライトノベルでも、テレビアニメ放送後の2011年に発売された第8巻の文中に、ヒロインの高坂桐乃が「irony」のサビを口ずさむ場面が描かれている。
同曲はゲームソフト『俺の妹がこんなに可愛いわけがない ポータブル』のオープニングテーマとしても使用されているほか、同作以外のタイアップとして、電子書籍端末「GALAPAGOS」プロモーション映像にも使用されている。

## シングル収録曲

### 初回生産限定盤・通常盤
CDシングル
1. irony [4:19]
  - 作詞・作曲・編曲：kz
2. ココロの引力 [3:49]
  - 作詞：mavie、作曲：中村匡、編曲：SiZK
3. Neo Moon [3:59]
  - 作詞：奥村イオン、作曲：吉田ゐさお、編曲：横野康平
4. irony（Instrumental） [4:17]

DVD（初回限定盤のみ）
1. irony (Music Video)

### オレイモ盤
CDシングル
1. irony [4:19]
2. ココロの引力 [3:49]
3. Neo Moon [3:59]
4. irony-TV Mix- [1:29]

## チャート
| チャート（2010年）                | 最高位 |
| --------------------------------- | ------ |
| オリコン週間                      | 7      |
| オリコンデイリー                  | 4      |
| オリコン月間                      | 22     |
| オリコン年間                      | 162    |
| Billboard JAPAN Hot 100           | 55     |
| Billboard JAPAN Hot Animation     | 9      |
| Billboard JAPAN Hot Singles Sales | 7      |
| サウンドスキャンジャパン          | 9      |

## 収録アルバム
| 曲名          | 発売日        | アルバム                                                                 |
| ------------- | ------------- | ------------------------------------------------------------------------ |
| irony         | 2012年4月11日 | BIRTHDAY                                                                 |
| irony         | 2015年4月15日 | ClariS 〜SINGLE BEST 1st〜                                               |
| irony         | 2017年4月26日 | 〜俺の妹がこんなに可愛いわけがない。Complete Collection+〜俺妹コンプ。+! |
| irony-TV Mix- | 2011年1月12日 | 俺の妹がこんなに可愛いわけがない オリジナルサウンドトラック              |
| irony-TV Mix- | 2011年12月7日 | 〜俺の妹がこんなに可愛いわけがないComplete Collection+〜俺妹コンプ+!     |

## カバー
- 妄想キャリブレーション、10thシングル「アンバランスアンブレラ」（2016年9月28日リリース、品番SRCL-9175/6）カップリング曲。
- 竹達彩奈（「irony from CrosSing」。カバーソングプロジェクト『CrosSing - Music＆Voice-』関連曲
- Photon Maiden - 電撃文庫とのコラボ楽曲として、2023年11月26日にゲーム『D4DJ Groovy Mix』に追加収録[16]。